# Biserica Nouapostolică

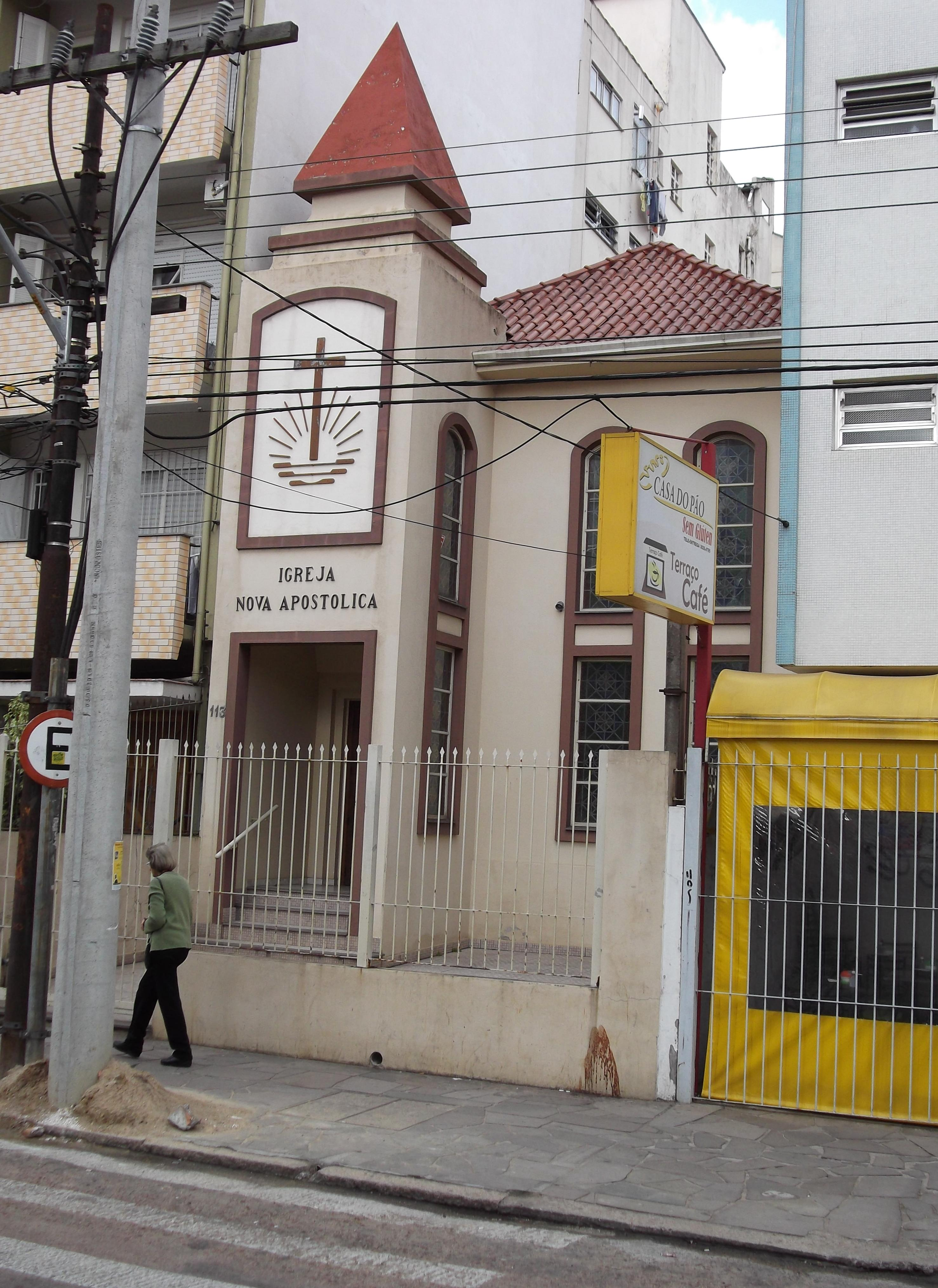
Biserica Nouapostolică din Porto Alegre, Brazilia

Biserica Nouapostolică este o ramură creștină desprinsă din "Mișcarea Catolico-Apostolică". "Mișcarea Catolico-Apostolică" a fost fondată în jurul anului 1832 în Scoția și Anglia, fiind susținută de cercurile „Trezirii“ care erau convinse de iminenta întoarcere pe pământ a lui Isus Cristos. Părintele acestei mișcări a fost Edward Irving, pastor al Comunității scoțiene din Londra. 